# Рибальченко Іван Степанович
Рибальченко Іван Степанович (17 серпня 1922, Нижньодуванського району, Україна) — тракторист-машиніст широкого профіля, комбайнер, шофер 2-го відділення радгоспу «Дружба». Герой Соціалістичної праці — 1966, нагороджений орденом Вітчизняної війни, медалями.

## Біографія
Народився 17 серпня 1922 року у селі Шаповалівка в Нижньодуванському районі (нині у складі села Новопреображенне, Сватівського району, Луганська область, Україна) в селянській сім'ї .
У 1930 пішов у школу де закінчив 5 класів.
У 1935 році його сім'я переїхала до міста Сватове. Його батько Степан Юхимович почав працювати в 7-й дистанції колії, а Іван Степанович, закінчивши 6 і 7 класи Сватівської семирічної школи № 3.
У 1937 році вступив до колгоспу «Нове життя» м. Сватове і працював на рядових роботах, причіплювачем на тракторі.
У 1940 року до початку нацистсько-радянської війни Іван Степанович, як досвідчений тракторист, працював у Сватівській МТС помічником бригадира тракторної бригади.

## Посади
1971 рік — тракторист-машиніст;
1978 рік — шофер, на цій посаді він працював до виходу на пенсію 12 квітня 1984 року;
30 липня 2004 року Іван Степанович трагічно загинув.

## Нагороди
За успішне виконання коммуністичних зобов'язань (1962 рік) йому було присвоєно звання «Ударник комуністичної праці», а механізованій ланці, якою керував, лютого (1964 рік) було присвоєно звання «Ланка комуністичної праці». За успішне виконання завдань восьмої п'ятирічки, впровдження науково-технічного прогресу, розповсюдження передових методів праці і активну участь у громадському житті колективу, рішенням президії обласної ради профспілок 28 січня (1971 рік) І. С. Рибальченко занесений на обласну Галерею трудової слави.

## Ланки
- Герої Соціалістичної Праці Сватівщини. Рибальченко Іван Степанович